# Stih bugarštice
Stih bugarštice je stalan oblik u poeziji koji se javlja u velikom broju slučajeva. Nije silabičan, ni tonski. Bugariti znači tužno pevati, naricati. Ima 15 ili 16 slogova. Cezura je nestalna, nekad iza sedmog, a nekada iza osmog sloga. Može da se pojavi veći ili manji broj slogova, na primer dvanaest. Ima rimu, tzv. embrionalnu (gramatičku) rimu. 
Prema nekim ispitivanjima „bugarštica“ je mlađa od deseterca, zato što ona ima rimu, a deseterci ne.
Kod stiha bugarštice redovan je priložak ili pripev od 5 ili 6 slogova. On se javlja iza prvog, pa svaka dva naredna stiha, ali ne i iza poslednjeg.
To je stih koji se javlja samo u usmenoj književnosti. Sačuvane su i u pisanom izvoru, a zapisivali su ih primorski pesnici iz 16, 17. i 18. veka.
„Ribanje i ribarsko prigovaranje“ Petra Hektorovića najstarija je  bugarštica iz 1555. godine. Nestanak stiha bugarštice vezuje se za 18. vek.